# 愛のあしあと
『愛のあしあと』 (仏: Les Bien-Aimés) は、2011年のクリストフ・オノレ監督によるミュージカル映画。フランス＝イギリス＝チェコ合作映画。第64回カンヌ国際映画祭のクロージング作品。
1960年代のパリを皮切りに、プラハ、ロンドン、モントリオールを舞台に母と娘のそれぞれの恋愛が描かれる。カトリーヌ・ドヌーヴとその娘キアラ・マストロヤンニが、劇中でも母娘役で主演している。

## スタッフ
- 監督・脚本 - クリストフ・オノレ
- 撮影 - レミー・シェヴラン（フランス語版）
- 編集 - Chantal Hymans
- 衣装 - パスカリーヌ・シャヴァンヌ（フランス語版）
- 音楽 - アレックス・ボーパン（フランス語版）

## 出演者
1960年代、1970年代
- リュディヴィーヌ・サニエ - 若き日のマドレーヌ
- ラシャ・ブコヴィッチ - 若き日のヤロミル
- Guillaume Denaiffe - 若き日のフランソワ
- Clara Couste - 十代のヴェラ

1990年代、2000年代
- カトリーヌ・ドヌーヴ - マドレーヌ
- キアラ・マストロヤンニ - ヴェラ
- ルイ・ガレル - クレマン
- ミロス・フォアマン - ヤロミル
- ミシェル・デルペシュ（フランス語版） - フランソワ
- ポール・シュナイダー - ヘンダーソン

## ストーリー
1964年、パリ。靴屋で売り子をしているマドレーヌは、ある日売り物のハイヒールを履いて帰る。すると、自宅近くで街娼に間違われ、男に声をかけられてしまう。それからパートタイムで小遣い稼ぎに娼婦をするようになる。そのうち、チェコスロバキアから来たパリ滞在中の医者ヤロミルと恋仲になり、求婚される。
1968年、プラハ。ヤロミルと結婚したマドレーヌは、チェコスロバキアで娘ヴェラとヤロミルの実家で暮らしていた。ある夜、マドレーヌはヤロミルの勤め先へと向かう途中、街中で戦車の隊列に出くわす。民主化運動プラハの春の終焉となったチェコ事件（ソ連軍主導のワルシャワ条約機構軍の侵攻）である。ヤロミルの浮気もあって、マドレーヌは娘ヴェラを連れてフランスに戻る。
1978年、パリ。憲兵のフランソワと再婚したマドレーヌは、14歳になった娘ヴェラと憲兵宿舎で暮らしていた。ある日、学会でパリに来ていたヤロミルから電話がかかり、ホテルで一緒に過ごす。ヤロミルは、マドレーヌにヴェラと家を出て親子三人で過ごすことを提案するが、結局一人でパリを去ってしまう。
1997年、ロンドン。ヴェラは、同僚で元恋人でもあるクレマンと共に、ロンドンを訪れる。クラブで演奏しているバンドのドラマーのヘンダーソンと出会ったヴェラは、彼の後を追いかける。クレマンとの間がぎくしゃくしたヴェラは、予定より一日早くパリのアパートへ帰る。
1998年、ロンドン。ヘンダーソンの事が忘れられないヴェラは、ロンドンを再訪する。そこで、アメリカ人のヘンダーソンがロンドンに移り住んだ経緯を聞かされる。
2001年、モントリオール。ヴェラはニューヨークに住むヘンダーソンのもとへと旅立つが、アメリカ同時多発テロ事件が起き、ヴェラの乗った旅客機はアメリカの空港に着陸できず、カナダのモントリオールへ着いてしまう。
2007年、パリ。クレマンはマドレーヌの誕生会に来るようフランソワから誘われ、彼らの住むランスを訪れる。クレマンは落ち込んでいたマドレーヌを外へ連れ出す。二人は、マドレーヌがヤロミルと出会った頃に住んでいたパリのアパートを訪れる。

## 音楽
オープニングでは、ナンシー・シナトラの「にくい貴方（These Boots Are Made for Walkin' ）」のフランス語版 Ces bottes sont faites pour marcher （歌：Eileen）がかかる。出演者達が歌うアレックス・ボーパンによるオリジナル曲は以下の通り。
- Je peux vivre sans toi - 歌：リュディヴィーヌ・サニエ
- Prague （プラハ） - 歌：リュディヴィーヌ・サニエ
- Les chiens ne font pas des chats - 歌：リュディヴィーヌ・サニエ、ラシャ・ブコヴィッチ
- Tout est si calme - 歌：リュディヴィーヌ・サニエ、カトリーヌ・ドヌーヴ、キアラ・マストロヤンニ、Clara Couste
- Who Do You Love - 歌：Thousand（クラブで演奏するバンド）
- Ici Londres - 歌：キアラ・マストロヤンニ、ポール・シュナイダー
- Une fille légère - 歌：キアラ・マストロヤンニ、カトリーヌ・ドヌーヴ
- J'en passerai - 歌：キアラ・マストロヤンニ
- Qui aimes-tu? - 歌：キアラ・マストロヤンニ、ポール・シュナイダー
- Reims （ランス） - 歌：ルイ・ガレル
- Jeunesse se passe - 歌：キアラ・マストロヤンニ
- Je ne peux vivre sans t'aimer - 歌：カトリーヌ・ドヌーヴ
- Puisque tu m'aimes - 歌：Omar Ben Sellem
- Autour de ton cou - 歌：ルイ・ガレル、キアラ・マストロヤンニ

## 公開
フランスでは、2011年5月22日に第64回カンヌ国際映画祭のクロージング作品として上映されたあと、同年8月24日に劇場公開された。
日本では、まず2012年11月9日から順次4つの映画館で2回ずつ無料上映会が行われた。これは、有料衛星放送局WOWOWの番組「W座からの招待状」（WOWOWシネマ、日曜午後9時放送）から生まれた無料上映イベント「旅するW座」の第一弾。11月9日・16日に第七藝術劇場、11月30日・12月7日にシネマ尾道、12月14日・21日に深谷シネマ、2013年1月11日・18日に小倉昭和館で上映された。
その後、2013年1月20日にWOWOWの「W座からの招待状」で放映され、同年6月29日から7月12日までの2週間限定で映画館K's cinema（東京・新宿）にて35mmフィルムでの劇場公開（商業上映）がなされ、その最中の7月5日にDVDとBlu-rayが発売された。日本で、無料上映・（有料放送ではあるが）テレビ放映された後に劇場公開され、なおかつ劇場公開中にビデオソフトが発売されたという珍しい作品である。
なお、劇場公開においても日本ではぼかしが入った。映倫での審査は受けていないが、日本でのレイティング（年齢による入場制限）はR15+相当となった。